# Enfosquiment vers la gravetat
L'enfosquiment vers la gravetat, enfosquiment gravitatori o enfosquiment per la gravetat (gravitational darkening en anglès) és un fenomen astronòmic derivat del fet que una estrella que gira sobre si mateixa molt ràpidament té una forma aplatada perceptible.
Al no ser l'estrella esfèrica, té un diàmetre major en l'equador que en els pols. A conseqüència d'això, els pols tenen major gravetat superficial i, per tant, major temperatura i lluentor. En altres paraules, els pols són més brillants i l'equador està enfosquit.
Aquest fenomen ha estat observat en les brillants Regulus A (α Leonis) i Altair (α Aquilae).
L'estrella posseeix una forma aplatada perquè la força centrífuga resultant de la rotació genera una pressió addicional cap a fora de l'estrella. La força centrífuga s'expressa matemàticament per:
{\displaystyle F_{\text{centrifuga}}=m\omega ^{2}\rho }
on {\displaystyle m} és la massa (en aquest cas d'un element de petit volum de l'estrella), {\displaystyle \omega } és la velocitat angular, i {\displaystyle \rho } és la distància radial a l'eix de rotació. En el cas d'una estrella giratòria, {\displaystyle \rho } augmenta conforme es mou per la seva superfície des del pol a l'equador. Això significa que les regions equatorials experimentaran una major força centrífuga que les regions polars. La força centrífuga empeny massa lluny de l'eix de rotació, la qual cosa resulta en una menor pressió del gas a les regions equatorials de l'estrella. Això fa que en aquestes regions el gas sigui menys dens i menys calent.